# Rue du Curé-Saint-Étienne
La rue du Curé-Saint-Étienne est une rue de Lille, dans le Nord, en France.

## Situation et accès
Située dans le quartier du Vieux-Lille, la rue du " Curé-Saint-Étienne '" relie la Rue Esquermoise à la Rue Lepelletier. La rue figure parmi les îlots regroupés pour l'information statistique (IRIS No 0205 - VIEUX LILLE 5) de Lille, tels que l'Insee les a établis en 1999.

## Origine du nom
La nom de la rue fait référence à l'ancienne église Saint-Étienne, qui fut détruite le 29 septembre 1792 par les boulets autrichiens durant le siège de Lille.

## Bâtiments remarquables et lieux de mémoire

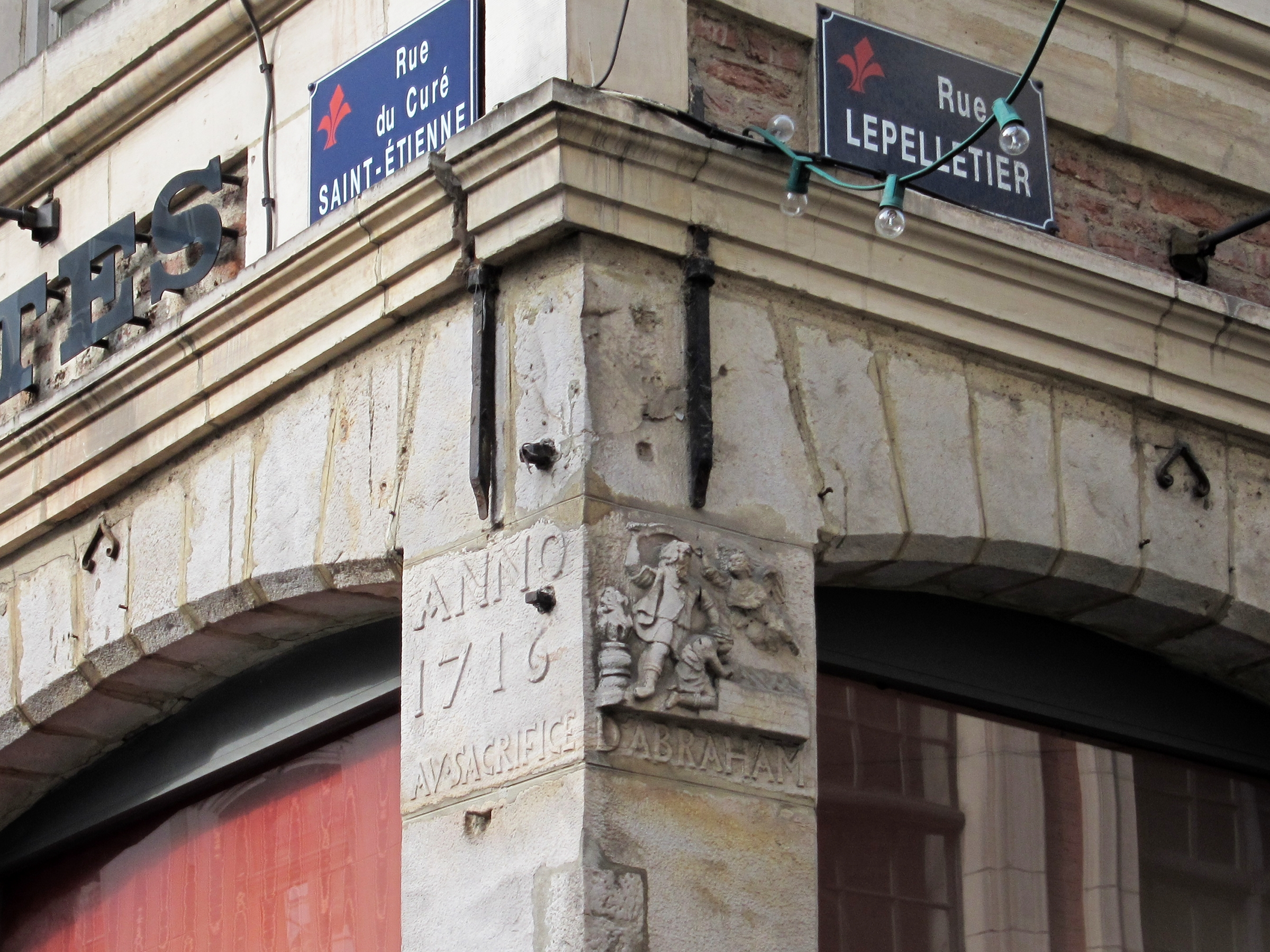
Enseigne en pierre sculptée représentant le sacrifice d'Abraham

- La façade sur rue et la toiture de l'immeuble, sis au no 19, figure sur la liste des monuments historiques de Lille, inscription par arrêté du 8 mars 1944 [3]
- L'enseigne en pierre sculptée représentant le sacrifice d'Abraham, de la maison sise au no 23, figure sur la liste des monuments historiques de Lille, inscription par arrêté du 13 mars 1944[4]
- La Façade sur rue et la toiture de l'immeuble, sis au no 11, figure sur la liste des monuments historiques de Lille, inscription par arrêté du 13 mars 1944[5]